# Uwe Reipert

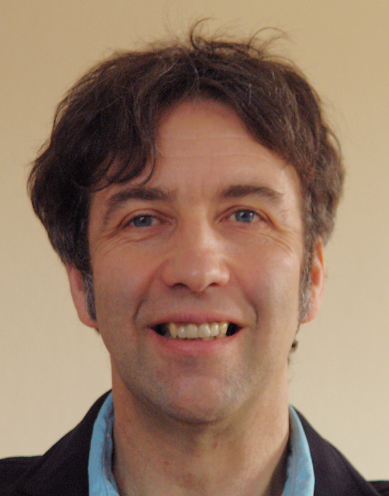
Uwe Reipert (2011)

Uwe Reipert (* 16. Mai 1960 in Bad Salzungen) ist ein deutscher Grafiker und  Heraldiker, der zahlreiche Wappen für Gemeinden und Orte in Deutschland entworfen hat. Er lebt in Beeskow.

## Werdegang
Nach dem Diplomlehrerstudium wirkte Uwe Reipert mehrere Jahre als Dozent für Malerei und Grafik an der Pädagogischen Hochschule/Universität Erfurt. Seit 1997 ist er als freiberuflicher Grafiker und Heraldiker tätig. Aus dieser Zeit rührt eine enge Zusammenarbeit mit den früheren Kommilitonen und späteren Gründern der Erfurter Werbeagentur Diemar, Jung & Zapfe auch auf dem Gebiet der Kommunalen Heraldik.
In Zusammenarbeit mit den Staatsarchiven und Kommunalvertretungen entwickelt er die kommunalen Hoheitszeichen Wappen, Flaggen und Dienstsiegel für Gebietskörperschaften. 
Reipert ist Mitglied des HEROLD (Verein für Heraldik, Genealogie und verwandte Wissenschaften, zu Berlin e. V.) und wirkt an der Bearbeitung der seit Band 73 farbig erscheinenden Bände der Deutschen Wappenrolle mit, in der neu eingetragene Familienwappen veröffentlicht werden.
Er war zunächst in Großengottern in Thüringen ansässig, seit 2011 lebt und arbeitet Uwe Reipert in Beeskow.

## Werk
Bis 2014 schuf Reipert über 70 behördlich bzw. ministeriell bestätigte Kommunalwappen (Amtswappen, Stadtwappen und Gemeindewappen). Hinzu kommen Reinzeichnungen für weitere 145 behördlich bzw. ministeriell bestätigte Kommunalwappen (Amtswappen, Stadtwappen, Gemeindewappen, Stadtbezirkswappen Berlin) und dazu gehörig mehrere hundert detailgenaue Entwurfszeichnungen. Weiterhin diverse Vollwappen.

## Credo
„Für Wappen gelten die gleichen Maßstäbe wie für andere Werke aus Kunst und Gestaltung. Wer sie auf ein paar heraldische Regeln reduzieren möchte, kann ihnen kaum gerecht werden.“